# 乐昌花鼓戏
乐昌花鼓戏是流传于中国广东省北部以乐昌市为主的地区及湖南省南部的濒危小剧种，已有三百余年的悠久历史。代表作包括：《洪宣娇》、《乐昌公主》等。